# Paz Padilla
María de la Paz Padilla Díaz, conocida artísticamente como Paz Padilla (Cádiz, 26 de septiembre de 1969), es una actriz, presentadora de televisión y empresaria española.

## Biografía
Nació en Cádiz el 26 de septiembre de 1969. Su padre, Luis Padilla, (ya fallecido) fue cristalero y también tramoyista del Gran Teatro Falla. Su madre Dolores Díaz García (14/04/1928-11/02/2020), fue limpiadora de la Facultad de Medicina. Tiene seis hermanos.
Tras una etapa inicial ligada al Hospital Universitario Puerta del Mar de su ciudad natal, trabajando como auxiliar de clínica, Paz Padilla comenzó en la televisión en 1994 en el programa de humor Genio y figura emitido en Antena 3. Colaboró en varios programas más en esta cadena.
Cabe destacar que le hizo a su compañero Juan y Medio vendarle la cabeza y la boca para que se mantuviera callado en un programa de Menuda Noche, fue idea de Manu Sánchez
Además, Paz estudió FP de Bellas Artes, con la especialidad de pintura y cerámica.
En 1996 pasó a las autonómicas, copresentando el programa Inocente, Inocente y poco después a TVE, en Muchas Gracias 96, en la Nochebuena de 1996. Entre 1997 y 1999 colaboró en el famoso programa Crónicas marcianas de Telecinco, con gran éxito y en la misma cadena condujo el concurso Hola, hola, hola (1997). Durante 2008 y 2009 condujo el late-night Paz en la tierra en Canal Sur Televisión. Además en 1998 tuvo el honor de pregonar el Carnaval de su tierra, el Carnaval de Cádiz.
Al margen de su carrera como presentadora y humorista, Paz también ha ejercido de actriz, destacando su paso al teatro de la mano del grupo El Terrat, al cine con películas como Raluy, una noche en el circo (1999), Marujas asesinas (2001) o Cobardes (2008), y la televisión con series de éxito como ¡Ala... Dina! (2000-2001) en TVE y Mis adorables vecinos (2004-2006), en Antena 3.
Desde 2009 hasta 2022 trabajó para Telecinco, donde presentaba el programa Sálvame. También se incorpora al elenco de la exitosa serie La que se avecina, interpretando, hasta la actualidad, al personaje de la Chusa. Otros espacios puntuales que presentó Paz en la cadena fueron el access prime time Al ataque chow, o el fallido Dejadnos solos (2010). También desde 2009 a 2016, presenta junto a Joaquín Prat, La noche en Paz.
En el ámbito radiofónico, entre 1995 a 1997, colaboró semanalmente en COPE, con Antonio Herrero en el programa La Mañana.
En septiembre de 2018 se anunció en Sálvame que sustituiría a Jorge Javier Vázquez en Got Talent España y formaría parte del jurado junto a Eva Isanta, Edurne y Risto Mejide, abandonando su puesto de tres ediciones. La noche del 31 de diciembre de 2019 al 1 de enero de 2020, fue la presentadora de las Campanadas de fin de año en Telecinco junto a Jesús Vázquez en Guadalupe, Cáceres.
En 2021 presentó además en Cuatro el concurso A simple vista.
Casi un mes después de haber presentado las campanadas de fin de año en Mediaset junto a Carlos Sobera, el 20 de enero de 2022, Paz Padilla abandonó Sálvame durante su emisión después de tener un fuerte enfrentamiento con Belén Esteban a causa de las polémicas declaraciones de la presentadora sobre la vacunación contra la COVID-19. Así, tras varias semanas sin noticias de la gaditana, el 2 de marzo se anunció que había sido despedida de Mediaset España, dejando de ser, como consecuencia, presentadora del programa. Tras considerar la justicia su despido como improcedente, la empresa audiovisual la readmitió y el 18 de febrero de 2023 le confió la conducción de Déjate querer hasta su cancelación al finalizar la temporada. Después, siguió ligada al grupo participando en Me resbala o La que se avecina.
En diciembre de 2023 estrena en Cuatro Te falta un viaje, un docureality en el que viaja junto a su hija Anna Ferrer a distintos países del mundo para conocer nuevas culturas y tradiciones.
El 2 de enero de 2025, se anunció en el podcast Mamarazzis que no había renovado su contrato con Mediaset España, finalizando así su relación con el grupo al que se encontraba ligada desde 2009.

## Vida personal
Divorciada en abril de 2003 de su representante artístico Albert Ferrer, con quien contrajo matrimonio civil en una masía de Premiá de Mar (de donde es Albert) en octubre de 1998, ambos tienen una hija en común, Anna, nacida el 23 de febrero de 1997.
El 8 de octubre de 2016 contrajo matrimonio civil en la playa de Zahara de los Atunes con Antonio Juan Vidal Agarrado, funcionario de la Junta de Andalucía y su amor de juventud, fallecido el sábado 18 de julio de 2020 a los 53 años a causa de un cáncer cerebral que ya padecía hacía un año.

## Trayectoria

### Programas de televisión

#### Como fija
| Año       | Programa                           | Canal                                             | Notas          |
| --------- | ---------------------------------- | ------------------------------------------------- | -------------- |
| 1994–1995 | Genio y figura                     | Antena 3                                          | Cómica         |
| 1995      | Un millón de gracias               | Antena 3                                          | Cómica         |
| 1996      | Gala Inocente, Inocente            | Antena 3                                          | Presentadora   |
| 1996      | Lluvia de estrellas                | Antena 3                                          | Jurado         |
| 1996      | Menudo Show                        | Antena 3                                          | Cómica         |
| 1996      | Sonrisas de España                 | Antena 3                                          | Cómica         |
| 1996–1997 | Campanadas de fin de año           | Canal Sur                                         | Presentadora   |
| 1996–1998 | ¡Qué me dices!                     | Telecinco                                         | Copresentadora |
| 1997      | Hola, hola, hola                   | Antena 3                                          | Presentadora   |
| 1997–1999 | Crónicas marcianas                 | Telecinco                                         | Cómica/actriz  |
| 1999–2000 | In fraganti                        | La 1                                              | Presentadora   |
| 1999–2001 | El club de la comedia              | Antena 3                                          | Cómica         |
| 2000      | El burladero                       | La 1                                              | Cómica         |
| 2001      | Vídeos, Vídeos                     | Antena 3                                          | Presentadora   |
| 2005      | Esos locos bajitos                 | Antena 3                                          | Presentadora   |
| 2006      | Hasta que la tele nos separe       | La 1                                              | Presentadora   |
| 2006      | Shalakabula                        | FORTA                                             | Presentadora   |
| 2007      | El gong show                       | La 1                                              | Presentadora   |
| 2007–2008 | Channel n.º4                       | Cuatro                                            | Colaboradora   |
| 2008–2009 | Paz en la tierra                   | Canal Sur                                         | Presentadora   |
| 2008–2009 | Espejo público                     | Antena 3                                          | Colaboradora   |
| 2009–2010 | Dejadnos solos                     | Telecinco                                         | Presentadora   |
| 2009–2016 | La noche en Paz                    | Telecinco                                         | Presentadora   |
| 2009–2022 | Sálvame                            | Telecinco                                         | Presentadora   |
| 2010      | Al ataque chow                     | Telecinco                                         | Presentadora   |
| 2010      | Cántame una canción                | Telecinco                                         | Jurado         |
| 2015      | Sopa de gansos                     | Cuatro                                            | Cómica         |
| 2016      | Sálvame Snow Week                  | Telecinco                                         | Presentadora   |
| 2019–2021 | Got Talent España                  | Telecinco                                         | Jurado         |
| 2019      | ¡Toma salami!: Especial Nochevieja | Telecinco                                         | Presentadora   |
| 2019–2020 | Campanadas de fin de año           | Telecinco, Cuatro, Energy, Divinity, FDF y Be Mad | Presentadora   |
| 2020      | ¡Quiero dinero!                    | Telecinco                                         | Presentadora   |
| 2021      | La última cena                     | Telecinco                                         | Presentadora   |
| 2021      | A simple vista                     | Cuatro                                            | Presentadora   |
| 2021–2022 | Campanadas de fin de año           | Telecinco y Cuatro                                | Presentadora   |
| 2023      | Déjate querer                      | Telecinco                                         | Presentadora   |
| 2023      | Me resbala                         | Telecinco                                         | Participante   |
| 2023–2024 | Te falta un viaje                  | Cuatro                                            | Presentadora   |
| 2024      | TardeAR                            | Telecinco                                         | Colaboradora   |

#### Como invitada
| Año              | Programa                      | Canal      | Notas                                  |
| ---------------- | ----------------------------- | ---------- | -------------------------------------- |
| 1997–2000        | ¿Qué apostamos?               | La 1       | 2 programas                            |
| 2000             | La escalera mecánica          | La 1       | 1 programa                             |
| 2001             | Furor                         | FORTA      | 2 programas                            |
| 2001–2003        | Grand Prix del verano         | La 1       | 2 programas                            |
| 2002–2003        | La noche... con Fuentes y cía | Telecinco  | 2 programas                            |
| 2003             | La quinta esfera              | Telecinco  | 1 programa                             |
| 2004–2005        | Cada día                      | Antena 3   | 2 programas                            |
| 2005             | Salsa rosa                    | Telecinco  | 1 programa                             |
| 2005–2006        | Ankawa                        | La 1       | 3 programas                            |
| 2005–2008        | DEC                           | Antena 3   | 2 programas                            |
| 2006             | Noche Hache                   | Cuatro     | 1 programa                             |
| 2006             | Lo que inTeresa               | Antena 3   | 1 programa                             |
| 2006–2007        | ¡Mira quién baila!            | La 1       | 2 programas                            |
| 2007–2008        | El club                       | TV3        | 2 programas                            |
| 2008             | Al pie de la letra            | Antena 3   | 1 programa                             |
| 2009             | Pánico en el plató            | Antena 3   | 1 programa                             |
| 2009–2020        | Deluxe                        | Telecinco  | 4 programas                            |
| 2010             | Password                      | Cuatro     | 1 programa                             |
| 2010             | El hormiguero                 | Cuatro     | 1 programa                             |
| 2010–2011        | La noria                      | Telecinco  | 2 programas                            |
| 2010–2017        | Pasapalabra                   | Telecinco  | 45 programas                           |
| 2011             | Menuda es la nit              | Canal Nou  | 1 programa                             |
| 2014             | Hable con ellas               | Telecinco  | 1 programa                             |
| 2016             | Mi casa es la tuya            | Telecinco  | Junto a Chiquito de la Calzada.        |
| 2017             | Mi casa es la tuya            | Telecinco  | Junto al reparto de La que se avecina. |
| 2017             | Mi casa es la tuya            | Telecinco  | Entrevistada                           |
| 2017             | Dani&Flo con Lara Álvarez     | Cuatro     | 1 programa                             |
| 2017             | Planeta Calleja               | Cuatro     | 1 programa                             |
| 2017–2021        | Viva la vida                  | Telecinco  | 3 programas                            |
| 2018             | Mi casa es la tuya            | Telecinco  | Especial Gente de Paz                  |
| 2018; 2022; 2025 | El hormiguero                 | Antena 3   | 3 programas                            |
| 2018             | Late motiv                    | #0         | 1 programa                             |
| 2018             | Mi casa es la vuestra         | Telecinco  | 3 programas                            |
| 2020             | Adivina qué hago esta noche   | Cuatro     | 1 programa                             |
| 2020             | La última cena                | Telecinco  | 1 programa                             |
| 2021             | El concurso del año           | Cuatro     | 1 programa                             |
| 2021             | Ya es mediodía                | Telecinco  | 1 programa                             |
| 2021–2023        | El show de Bertín             | Canal Sur  | 3 programas                            |
| 2022             | Cinco tenedores               | #0         | 1 programa                             |
| 2022             | Las tres puertas              | La 1       | 1 programa                             |
| 2022             | La noche D                    | La 1       | 1 programa                             |
| 2022             | Ya es verano                  | Telecinco  | 1 programa                             |
| 2022             | La gran confusión             | La 1       | 1 programa                             |
| 2022             | Lazos de sangre               | La 1       | 1 programa                             |
| 2022             | Joaquín, el novato            | Antena 3   | 1 programa                             |
| 2022             | Más vale tarde                | La Sexta   | 1 programa                             |
| 2022             | A reírnos del 2022            | Canal Sur  | 1 programa                             |
| 2023             | 10 momentos                   | Telemadrid | 1 programa                             |
| 2023             | 25 palabras                   | Telecinco  | 2 programas                            |
| 2023             | Fiesta                        | Telecinco  | 1 programa                             |
| 2023             | Vamos a ver                   | Telecinco  | 1 programa                             |
| 2023             | TardeAR                       | Telecinco  | 1 programa                             |
| 2024             | ¡De viernes!                  | Telecinco  | 1 programa                             |

### Series de televisión
| Año           | Serie                        | Canal                | Personaje            | Notas        |
| ------------- | ---------------------------- | -------------------- | -------------------- | ------------ |
| 2000–2001     | ¡Ala... Dina!                | La 1                 | Dina Alá Alá         | 40 episodios |
| 2004          | Casi perfectos               | Antena 3             | Dolores «Loli» Mingo | 1 episodio   |
| 2004          | Un paso adelante             | Antena 3             | Dolores «Loli» Mingo | 1 episodio   |
| 2004–2006     | Mis adorables vecinos        | Antena 3             | Dolores «Loli» Mingo | 62 episodios |
| 2006          | Cambio de clase              | Disney Channel       | Profesora de baile   | 1 episodio   |
| 2007          | Manolo y Benito Corporeision | Antena 3             | Candela              | 1 episodio   |
| 2008          | Ponme una nube, Rocío        | Canal Sur Televisión | Flor Riego           | 22 episodios |
| 2009–2010     | Pelotas                      | La 1                 | Elena                | 2 episodios  |
| 2010          | Las chicas de oro            | La 1                 | Paz                  | 1 episodio   |
| 2010–presente | La que se avecina            | Telecinco            | María Jesús «Chusa»  | 71 episodios |
| 2011          | Palomitas                    | Telecinco            | Varios personajes    | 2 episodios  |
| 2011          | La sagrada familia           | TV3                  | Mare del Ximo        | 3 episodios  |
| 2012          | Cuñados                      | Telecinco            | Ella misma           | 1 episodio   |
| 2014          | Aída                         | Telecinco            | Ella misma           | 1 episodio   |
| 2016          | Chiringuito de Pepe          | Telecinco            | Voz de un robot      | 1 episodio   |
| 2018          | Yo quisiera                  | Divinity             | Ella misma           | 1 episodio   |

### Cine
| Año  | Película                                  | Director                  | Personaje |
| ---- | ----------------------------------------- | ------------------------- | --------- |
| 2000 | Raluy, una noche en el circo              | Óscar Vega                | Madre     |
| 2001 | Marujas asesinas                          | Javier Rebollo            | Maite     |
| 2008 | Cobardes                                  | José Corbacho y Juan Cruz | Magdalena |
| 2021 | A Todo Tren: Destino Asturias             | Santiago Segura           | Susana    |
| 2022 | A todo tren 2. Sí, les ha pasado otra vez | Inés de León              | Susana    |
| 2023 | El hotel de los líos. García y García 2   | Ana Murugarren            | Martina   |
| 2024 | La reina del convento                     | Carmen Perona             | Luisa     |
| 2025 | Cuerpos locos                             | Ana Murugarren            |           |

### Teatro
| Año           | Obra                                              | Personaje  |
| ------------- | ------------------------------------------------- | ---------- |
| 2007–2008     | Ustedes se preguntarán cómo he llegado hasta aquí | Ella misma |
| 2012–2014     | Sólo Paz Padilla                                  | Ella misma |
| 2012          | Sofocos                                           | Mujer      |
| 2018–2021     | Desatadas                                         | Tere       |
| 2021–presente | El humor de mi vida                               | Ella misma |

## Nominaciones y premios
En 2000 fue nominada por su trabajo en la serie ¡Ala... Dina! a los Premios Iris de la Academia de las Ciencias y las Artes de Televisión de España.
Durante el 2021 interpretó la obra de teatro 'El humor de mi vida' en una decena de escenarios en España y la revista Hoy Magazine se hizo eco de sus representaciones. Por ello, en 2021, se hizo con el Premio Hoy Magazine a 'Mejor obra de teatro del año' por El humor de mi vida.

## Publicaciones
- Ustedes se preguntarán cómo he llegado hasta aquí. Ed. Martínez Roca. (2002). ISBN 978-84-270-2814-2
- Quién te ha visto y quién te ve, Mari. Ed. Espasa Libros. (2013). ISBN 978-84-670-2850-8[15]
- El humor de mi vida. Ed. HarperCollins (2021). ISBN 978-84-913-9620-8[16]
- Madre!. Ed.HarperCollins (2024).